# Fort Tryon Park

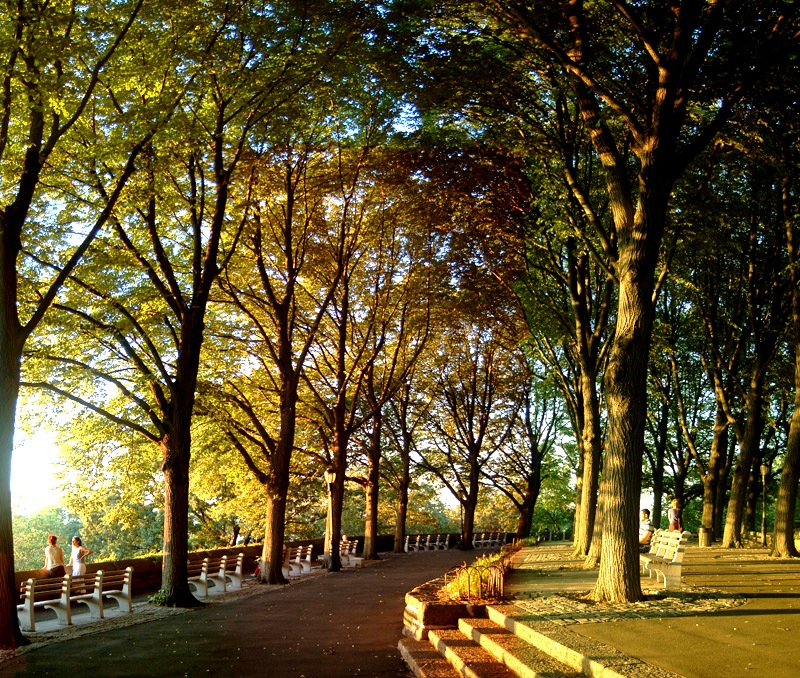
Fort Tryon Park

Der Fort Tryon Park ist ein öffentlicher Park im Norden von Manhattan. Er hat eine Gesamtfläche von 27 Hektar. Benannt wurde er nach dem britischen Gouverneur William Tryon. Innerhalb des Parks befindet sich das zum Metropolitan Museum of Art gehörende Museum The Cloisters.
Der Park wurde von der städtischen Landmarks Preservation Commission zum Landschaftsdenkmal ernannt. Zusammen mit The Cloisters wurde es 1978 zudem in das von der Bundesregierung geführte nationale Verzeichnis historischer Stätten aufgenommen.

## Rezeption
Der Spielfilm Coogans großer Bluff von 1968 hat seinen Showdown in den Arkaden von The Cloisters und mit einer Motorrad-Verfolgungsjagd im Fort Tryon Park.